# باتريك نايس
باتريك نايس هو لاعب كرة قدم بلجيكي في مركز حراسة المرمى، ولد في 25 يناير 1969 في تورنهاوت في بلجيكا. لعب مع غنتشلربيرليغي ولوميل يونايتد وليرس ونادي بروكسل.

## وصلات خارجية
- باتريك نايس على موقع اتحاد تركيا (لاعب) (الإنجليزية)
- باتريك نايس على موقع قاعدة بيانات كرة القدم.إي يو (الإنجليزية)